# Inhibitory TNF
Inhibitory TNF – leki hamujące działanie czynnika martwicy nowotworów, który jest częściowo odpowiedzialny za proces zapalenia. TNF bierze udział zarówno w autoimmunologicznych jak i immunozależnych chorobach takich jak reumatoidalne zapalenie stawów, zesztywniające zapalenie stawów kręgosłupa, zapalna choroba jelit (np. choroba Crohn'a, wrzodziejące zapalenie jelita grubego), łuszczyca oraz astma oporna na leczenie farmakologiczne. W leczeniu tych schorzeń stosowane są właśnie inhibitory TNF. Leczenie inhibitorami TNF wiąże się z licznymi efektami ubocznymi – mogą powstawać chłoniaki, dochodzi do zwiększonej podatności na infekcje, może wystąpić zastoinowa niewydolność serca oraz choroba demielinizacyjna. Pojawiać się również mogą systemowe efekty uboczne.

## Przykłady inhibitorów TNF
Do inhibitorów TNF należą leki z grupy przeciwciał monoklonalnych, talidomid i jego pochodne, pochodne ksantyny oraz niektóre związki halucynogenne:
- leki z grupy przeciwciał monoklonalnych:
  - infliximab (Remicade)
  - adalimumab (Humira)
  - certolizumab pegol (Cimzia)
  - golimumab (Simponi)
- talidomid (Immunoprin):
  - lenalidomid (Revlimid)
  - pomalidomid (Pomalyst)
- pochodne ksantyny:
  - teofilina
  - pentoksyfilina
- agoniści receptora serotoninowego (5-HT):
  - DOI (2,5-dimetoksy-4-jodoamfetamina)
  - TCB-2
  - LSD
  - LA-SS-Az

## Inhibitory TNF występujące naturalnie
TNF lub efekty jego działania mogą być tłumione przez kilka związków występujących naturalnie. Należą do nich:
- kurkumina[6]
- katechiny (występujące w zielonej herbacie)
- CBD[7]
- związki występujące w jeżówce purpurowej (Echinacea purpurea)